# Richard L. Simon
Richard Leo Simon (6 de marzo de 1899 - 29 de julio de 1960) fue un editor estadounidense. Se graduó de la Universidad de Columbia y fue cofundador de la casa editorial Simon & Schuster. Fue padre de la cantante y compositora Carly Simon.

## Primeros años
Richard Leo Simon nació el 6 de marzo de 1899 de una familia judía en Nueva York.[cita requerida] Su padre, Leo Simon, fue un adinerado fabricante de telas y sombrerero de origen judío alemán. Su madre, Anna (Meier), fue una inmigrante judío alemana. Fue el mayor de cinco hijos (Henry, Alfred, George, y Elizabeth) quienes fueron nombrados como reyes británicos. Su hermano George T. Simon fue un baterista de jazz con Glenn Miller por un tiempo, y luego se convirtió en un crítico, editor de revistas y autor de libros de jazz, particularmente de big bands y la era del swing. Su hermano Henry W. Simon fue profesor de inglés en el Teachers College de la Universidad de Columbia, luego crítico de música clásica para el periódico PM, y autor de varios libros de ópera. Eventualmente se convirtió en editor y vicepresidente de Simon & Schuster. Su hermano Alfred fue un pianista para los Gershwins, el programador para opera ligera y show music para la emisora WQXR, y el autor de varios libros sobre teatro musical. Su hermana Elizabeth Seligman se casó con Arthur Seligmann, un médico. Los padres de Simon se unieron al movimiento de Cultura Ética que hacía énfasis en la moralidad universal y enviaron a Simon a la Ethical Cultural School y luego a la Universidad de Columbia.
Simon sirvió en la Primera Guerra Mundial y a su regreso a los Estados Unidos, siendo un talentoso pianista, trabajó vendiendo pianos antes de iniciar su carrera como editor de libros.

## Carrera
Simon empezó su carrera como un importador de azúcar y luego se hizo vendedor de pianos. Mientras vendía pianos conoció a Max Schuster. Simon se convirtió en un vendedor para la editorial Boni & Liveright donde rápidamente ascendió a gerente de ventas.
Simon consiguió un capital de $ 8000 junto con Max Schuster para publicar el primer libro de crucigramas en 1924.
Simon fue un pionero al hacer énfasis en el marketing, mercadeo, promoción y publicidad para los vendedores de libros. Escribía una columna semanal en Publishers Weekly llamada ‹Inner Sanctum›. Su socio Max escribió una columna del mismo nombre para The New York Times. El título fue también el nombre del salón editorial que había entre sus oficinas.
El editor Michael Korda dijo que cuando llegó a trabajar en la editorial Simon & Schuster en 1958, encontró una placa de bronce en su escritorio diseñada por Richard Simon que decía, «Dale un descanso al lector». Esto era un recordatorio a cada editor de que su trabajo era hacer las cosas fáciles y claras para el lector.
Simon se retiró en 1957 luego de sufrir dos ataques cardiacos.

## Vida personal
El 3 de agosto de 1934, Simon se casó con Andrea Heinemann quien trabajaba como recepcionista en Simon & Schuster. Andrea fue criada en Filadelfia, hija de una madre cubana y católica, Asunción María del Río, y un padre suizo germano parlante que abandonó la familia. (Andrea también afirmaba que era en parte "mora" basado en la apariencia exótica de su madre pero esta era, de hecho, de ascendencia afrocubana).
Tuvieron cuatro hijos:
- Joanna Simon - cantante mezzosoprano.
- Lucy Simon - guionista de Broadway.
- Carly Simon - cantante.
- Peter Simon - fotógrafo.

Simon murió en 1960 luego de sufrir un ataque cardiaco. Simón vivía en Fieldston, un área dentro de Riverdale en El Bronx.